# Pont d'Arcalís
|  | Aquest article tracta sobre el pont. Vegeu-ne altres significats a «El Pont d'Arcalís». |

El Pont d'Arcalís és, de fet, el nom que s'aplica a dos ponts paral·lels i propers, de 58,58 metres el vell i de 42,82 el nou, que travessen la Noguera Pallaresa just davant del poble de Baro, en el terme municipal de Soriguera a la comarca del Pallars Sobirà, a 636,3 i 637, 6 m alt.

## Descripció
El pont vell, de quasi 60 metres, era un pont penjat de fusta que permetia el pas de vianants, algun animal de bast i petits vehicles (sempre d'un en un). Va ser desmuntat i substituït per un pont de fusta completament nou que no té res a veure amb el que unia tradicionalment les dos ribes de la Noguera Pallaresa i permetia accedir al poble d'Arcalís.
Abans, s'havia construït el pont nou, a poc menys de 30 metres al nord, és una obra d'enginyeria civil de finals del segle xx, de poc més de 40 metres de llarg, amb un ample de 6 metres, que actualment dona accés per a tot tipus de vehicles a la Pista d'Arcalís, que mena al poble d'aquest nom.
És un pont mític dins de la tradició oral pallaresa, fins al punt que ha motivat el nom del grup de música popular tradicional El Pont d'Arcalís.

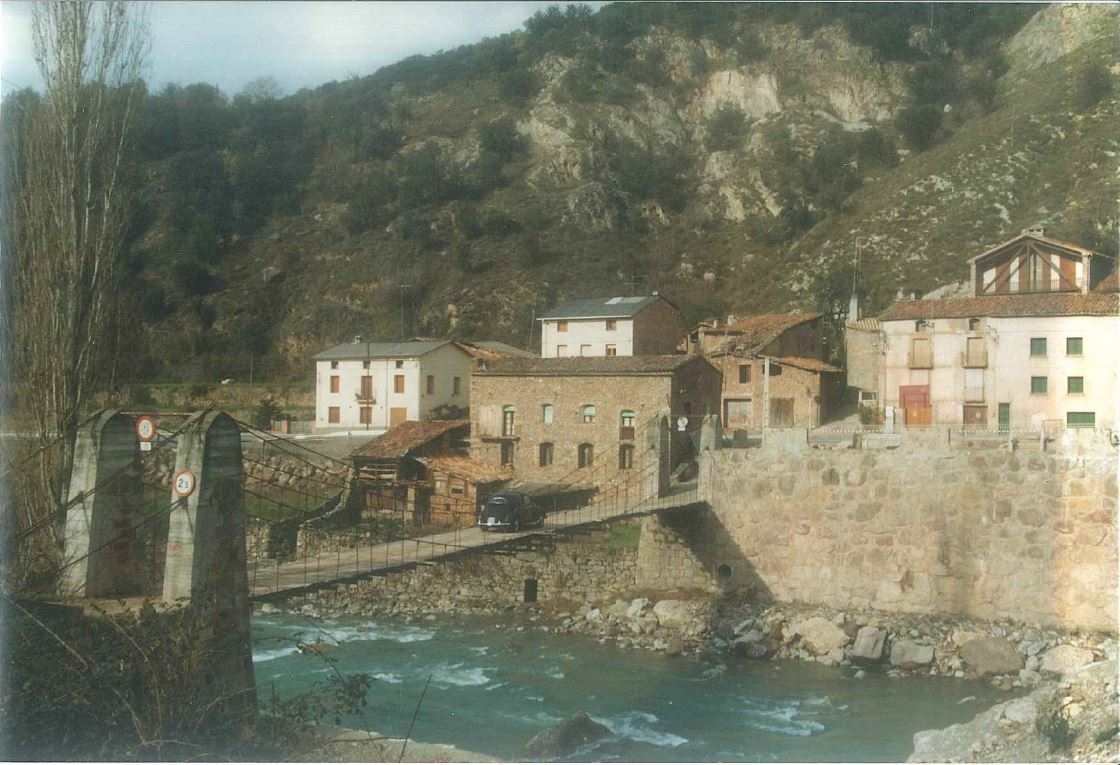
pont vell d'Arcalís, l'any 1994, mentre creuava un vehicle
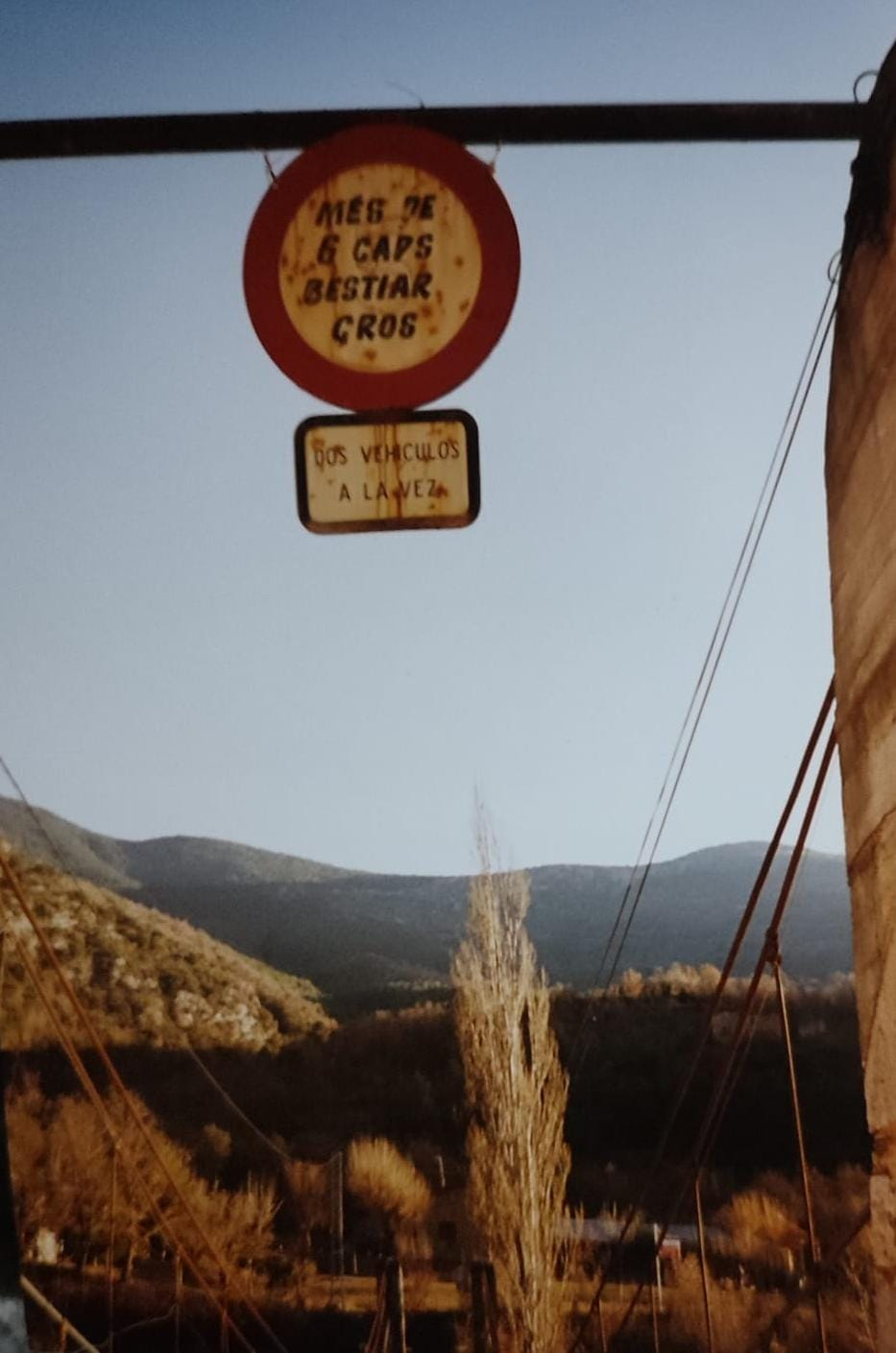
senyal a l'entrada: Prohibit més de 6 caps de bestiar
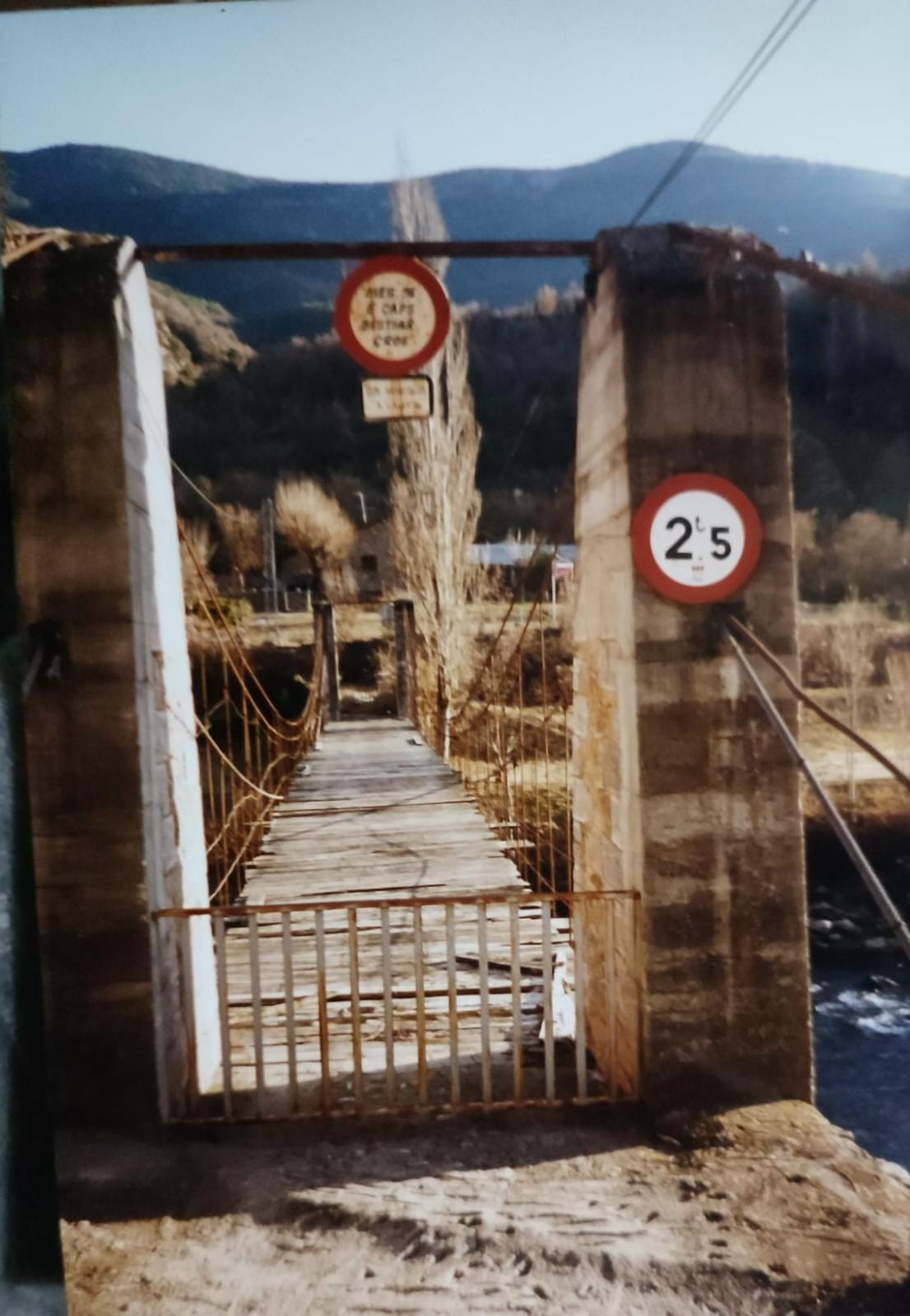
poc abans de ser desmuntat
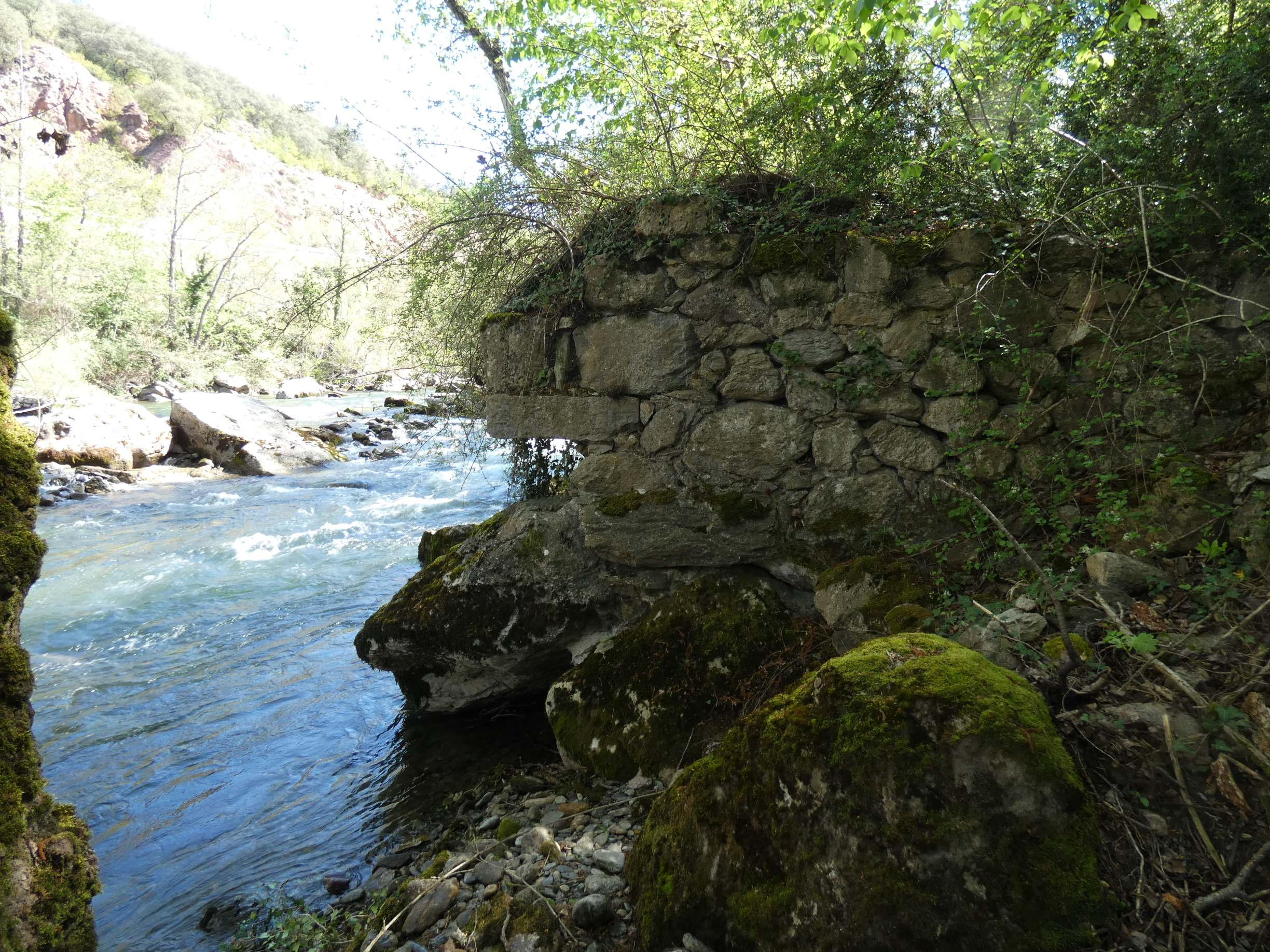
Restes del pilar del pont antic, de principis del s.XX

## Antecedents històrics
Cent metres més amunt del pont actual, es conserven alguns vestigis d'un pont encara més antic que creuava el riu, a principis de segle xx, entre les cases de Baro i el camí de bast d'Arcalís. A banda dels pilars que hi havia als dos costats del riu, un tercer pilar s'aguantava enmig d'una petita illa existent en aquest punt. Aquest pont va ser destruït per la riuada de l'octubre de l'any 1907. Sembla que l'any 1910 es va iniciar la construcció del pont vell penjat que es va desmantellar a finals del segle xx.